# School for Scandal
Pour plus de détails, voir Fiche technique et Distribution.
School for Scandal est une comédie anglaise de 1930 réalisée par Thorold Dickinson et Maurice Elvey avec Basil Gill, Madeleine Carroll et Ian Fleming.

## Synopsis
Adaptation de la pièce de théâtre L'École de la médisance de Richard Brinsley Sheridan.

## Fiche technique
- Titre : School for Scandal
- Réalisateurs : Thorold Dickinson, Maurice Elvey
- Format : couleur
- Genre : comédie
- Durée : 76 minutes – 1,20:1
- Date de sortie : 1930

## Distribution
- Basil Gill :  Sir Peter Teazle
- Madeleine Carroll :  Lady Teazle
- Ian Fleming : Joseph Surface
- Henry Hewitt :  Charles Surface
- Edgar K. Bruce :  Sir Oliver Surface
- Hayden Coffin :  Sir Harry Bumper
- Hector Abbas :  Moses
- Dodo Watts : Maria
- Anne Grey : Lady Sneerwell
- John Charlton : Benjamin Backbite
- Stanley Lathbury : Crabtree
- Henry Vibart : Squire Hunter
- May Agate : Mrs. Candour
- Maurice Braddell : Careless
- Gibb McLaughlin : William
- Wallace Bosco : Rawley